# Visnaga
Visnaga  Mill., 1754 è un genere di piante appartenente alla famiglia delle Apiacee.

## Tassonomia
Il genere comprende due specie:
- Visnaga crinita (Guss.) Giardina & Raimondo
- Visnaga daucoides Gaertn.